# Quiero Creedence
Quiero Creedence es el nombre del disco homenaje latino a Creedence Clearwater Revival. Este álbum incluye covers de las mejores canciones de CCR por artistas latinos como Juan Gabriel, Los Lonely Boys, Enrique Bunbury, Ozomatli, Andrés Calamaro, Enjambre, Los Enanitos Verdes, Bang Data, Juanes, La Marisoul, voz del grupo La Santa Cecilia, El Tri, Los Lobos, el supergrupo A Band of Bitches, Salvador Santana, Diamante Eléctrico, entre otros.
El primer corte de difusión estuvo en manos de Juan Gabriel, interpretando unos de los temas más conocidos de CCR, «Have You Ever Seen The Rain?» en versión español con el título «Gracias al sol».

## Lista de canciones
Todas las canciones escritas y compuestas por John Fogerty. 
| Quiero Creedence |                                                 |                                                          |          |  |
| N.º              | Título                                          | Intérprete                                               | Duración |  |
| 1.               | «Corre por la Jungla» (Run Through the Jungle)  | Bunbury                                                  | 4:21     |  |
| 2.               | «Bootleg»                                       | Los Lobos                                                | 3:47     |  |
| 3.               | «Gracias al Sol» (Have You Ever Seen the Rain?) | Juan Gabriel                                             | 2:44     |  |
| 4.               | «Born on the Bayou»                             | Los Lonely Boys                                          | 4:40     |  |
| 5.               | «Feelin’ Blue»                                  | A Band of Bitches                                        | 3:28     |  |
| 6.               | «Bad Moon Rising»                               | Ozomatli                                                 | 3:36     |  |
| 7.               | «Who'll Stop the Rain»                          | Enjambre                                                 | 3:09     |  |
| 8.               | «Long As I Can See the Light»                   | Andrés Calamaro                                          | 3:55     |  |
| 9.               | «Fortunate Son» (Fortunate Hijo)                | Bang Data                                                | 3:10     |  |
| 10.              | «Proud Mary»                                    | El Tri                                                   | 3:00     |  |
| 11.              | «Molina»                                        | Salvador Santana (con Juanes & Asdru Sierra de Ozomatli) | 3:10     |  |
| 12.              | «Green River»                                   | Billy Gibbons & La Marisoul de La Santa Cecilia          | 3:30     |  |
| 13.              | «Up Around the Bend»                            | Diamante Eléctrico                                       | 4:46     |  |
| 14.              | «Travelin' Band» (Viajero Band)                 | Los Enanitos Verdes                                      | 2:31     |  |

| Quiero Creedence (Edición Walmart) |                            |               |          |  |
| N.º                                | Título                     | Intérprete    | Duración |  |
| 15.                                | «Hey Tonight»              | The Mavericks | 2:48     |  |
| 16.                                | «Lookin' Out My Back Door» | Gaby Moreno   | 2:24     |  |

| Contenido del DVD |                                                                                   |          |  |
| N.º               | Título                                                                            | Duración |  |
| 1.                | «Have You Ever Seen The Rain? (Gracias al Sol)» (Juan Gabriel)                    | 2:46     |  |
| 2.                | «Quiero Creedence» (Tráiler)                                                      | 5:29     |  |
| 3.                | «Corre por la Jungla (Run Through the Jungle) (Lyric video)» (Bunbury)            | 4:22     |  |
| 4.                | «Born on the Bayou (Lyric video)» (Los Lonely Boys)                               | 4:40     |  |
| 5.                | «Viajero Band (Travelin’ Band) (Lyric video)» (Los Enanitos Verdes)               | 2:31     |  |
| 6.                | «Who'll Stop the Rain (Lyric video)» (Enjambre)                                   | 3:09     |  |
| 7.                | «Long As I Can See the Light (Lyric video)» (Andrés Calamaro)                     | 3:55     |  |
| 8.                | «Green River (Lyric video)» (Billy Gibsson and La Marisoul from La Santa Cecilia) | 3:31     |  |
| 8:17              |                                                                                   |          |  |